# Laura Strati
Laura Strati (* 3. Oktober 1990 in Bassano del Grappa) ist eine italienische Leichtathletin, die sich auf den Weitsprung spezialisiert hat.

## Sportliche Laufbahn
Erste internationale Erfahrungen sammelte Laura Strati im Jahr 2009, als sie bei den Junioreneuropameisterschaften in Novi Sad mit der italienischen 4-mal-100-Meter-Staffel in 45,92 s den vierten Platz belegte. 2011 belegte sie bei den U23-Europameisterschaften in Ostrava mit einer Weite von 6,36 m den siebten Platz und 2015 schied sie bei den Halleneuropameisterschaften in Prag mit 6,22 m in der Qualifikation aus, wie auch bei den Leichtathletik-Halleneuropameisterschaften 2017 in Belgrad mit 6,49 m. Im August startete sie bei den Weltmeisterschaften in London, verpasste dort aber mit 6,21 m den Finaleinzug. 2018 klassierte sie sich bei den Mittelmeerspielen in Tarragona mit 6,51 m auf dem sechsten Platz und schied anschließend bei den Europameisterschaften in Berlin mit 6,60 m in der Qualifikation aus. 2019 schied sie bei den Halleneuropameisterschaften in Glasgow mit 6,40 m in der Vorrunde aus und erreichte anschließend bei den Europaspielen in Minsk mit 6,23 m Rang zehn. Anfang Oktober schied sie dann bei den Weltmeisterschaften in Doha mit 6,05 m in der Qualifikation aus. 2021 wurde sie dann bei den Halleneuropameisterschaften in Toruń mit 6,57 m Sechste und im Jahr darauf gelangte sie bei den Mittelmeerspielen in Oran mit 6,14 m auf Rang acht.
In den Jahren von 2016 bis 2018 wurde Strati italienische Meisterin im Weitsprung im Freien sowie 2011, 2015, 2017 und 2020 auch in der Halle.

## Persönliche Bestleistungen
- Weitsprung: 6,72 m (+1,7 m/s), 15. Juli 2017 in Ávila
  - Weitsprung (Halle): 6,66 m, 24. Januar 2021 in Ancona